# Albert L. Marsh
Albert Leroy Marsh (16 août 1877 – 17 septembre 1944) est un métallurgiste et inventeur américain.
Il a déposé en 1905 un brevet concernant les résistances nichrome, principe de base des appareils électriques thermiques.

## Distinctions
Il lui a été décerné en 1936 la médaille du Franklin Institute.